# Christian Reventlow (officer)
 Der er flere personer med dette navn, se Christian Reventlow.
Christian greve Reventlow (9. januar 1759 i København – 27. november 1816) var en holstensk godsejer og dansk officer, bror til Cay, Fritz og Heinrich Reventlow.
Han var søn af Ditlev lensgreve Reventlow og Margrethe Raben, blev immatrikuleret april 1776 ved universitetet i Kiel, blev 1777 kammerjunker, 1778 sekondløjtnant i Danske Livregiment Ryttere, 1781 ritmester af kavaleriet, 1783 kammerherre og samme år forsat til Husarkorpset, 1788 eskadronchef i Husarregimentet, 1789 generaladjutant hos kongen og samme år major af kavaleriet, 1791 premiermajor, 1798 à la suite med oberstløjtnants karakter, 1802 virkelig oberstløjtnant i Livregiment Ryttere, 1803 tilbage til Husarerne, men afgik på grund af svagelighed og blev 1809 generalmajor af kavaleriet.
Han ejede godset Wittenberg. Reventlow var ugift.